# Philipp Stiller
Philipp Stiller (25 januari 1989) is een voetballer die speelt bij SV Waldhof Mannheim. Stiller heeft zowel de Poolse als de Duitse nationaliteit.

## Statistieken
| seizoen | club                | land      | competitie                    | wed. | goals |
| ------- | ------------------- | --------- | ----------------------------- | ---- | ----- |
| 2007/08 | FSV Oggersheim      | Duitsland | 1. Kreisklasse Rheinpfalz Süd | 9    | 0     |
| 2008/09 | FSV Oggersheim      | Duitsland | 1. Kreisklasse Rheinpfalz Süd | 0    | 0     |
| 2009/10 | Wormatia Worms      | Duitsland | Regionalliga Süd              | 23   | 1     |
| 2010/11 | Rot Weiss Ahlen     | Duitsland | NRW Liga                      | 3    | 0     |
| 2011/12 | KAS Eupen           | België    | Tweede Klasse                 | 2    | 0     |
| 2012/13 | SV Waldhof Mannheim | Duitsland | Regionalliga Süd              | 16   | 0     |
|         |                     |           | Totaal                        | 63   | 1     |